# 三氟甲磺酸锑
三氟甲磺酸锑是一种无机化合物，化学式为Sb(CF3SO3)3，可简写为Sb(OTf)3，它是F-C酰基化反应的催化剂。它可由三氟乙酸锑和过量的三氟甲磺酸反应得到。它和三甲基膦在−30 °C反应，可以得到[(Me3P)3Sb](OTf)3，它在25 °C分解为(Me3PPMe3)(OTf)2和[(Me3P)4Sb4](OTf)4。